# Dan Froomkin

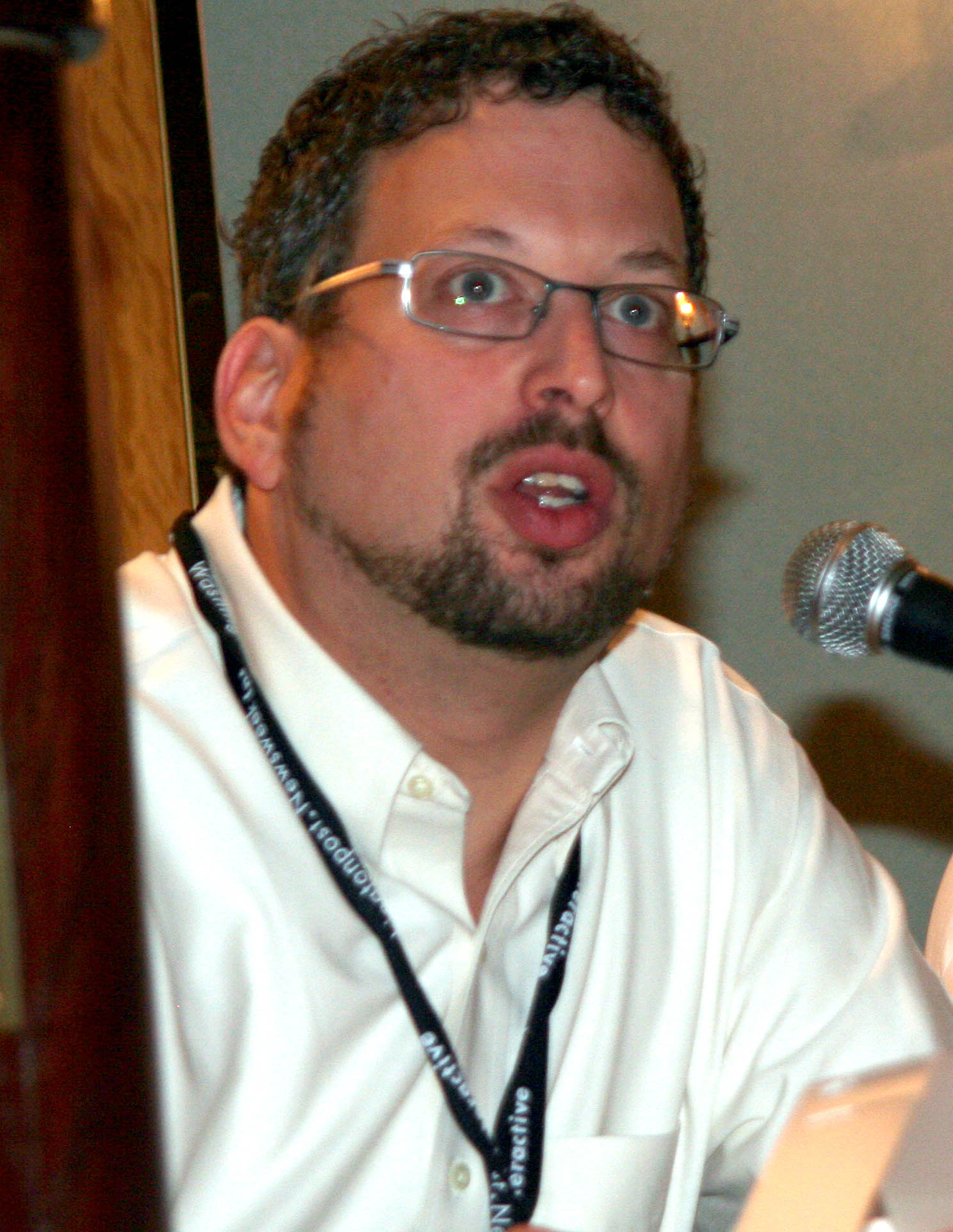
Dan Froomkin, 2007

Dan Froomkin ist ein Journalist, der als Korrespondent der Huffington Post für die US-amerikanische Hauptstadt Washington, D.C. zuständig war. Er ist auch für sein Blog White House Watch der Washington Post bekannt und seit 2014 auch für The Intercept tätig. Dort beschäftigt er sich gemäß Statuten mit Verletzungen der Bürgerrechten, Korruption, Justizmissbrauch sowie Soziale Ungerechtigkeit – vor allem aber der Aufbereitung von Dokumenten zur Globalen Überwachungs- und Spionageaffäre, die durch den Whistleblower Edward Snowden zur Verfügung gestellt sind.
Froomkin ist Knight-Wallace Fellow.

## Leben & Schaffen
Dom Froomkin arbeitete während seiner seit den 1980er Jahren andauernden Karriere für verschiedene Medien, beispielsweise den Miami Herald, das Winston-Salem Journal, das Orange County Register und der Fachzeitschrift für Pädagogen Education Week.
1997 fing er als bei der Washington Post an, 2001 bis 2003 war er dort Redakteur. 2004 veröffentlichte er dann in seinem eigenen Blog White House Watch täglich Texte zum Geschehen um Personen und Politik des Weißen Hauses, bis er die Zeitung 2009 verließ.
Froomkin ist stellvertretender Herausgeber des Nieman Watchdog: Questions the press should ask–Blogs, das von der Nieman Foundation for Journalism an der Harvard University betrieben wird.
Seit Februar 2014 ist er als Journalist für das finanziell und redaktionell unabhängige Portal The Intercept tätig, dass sich hauptsächlich mit den Dokumenten, die zur Globalen Überwachungs- und Spionageaffäre führten, beschäftigt.